# China Guodian Corporation
China Guodian Corporation (en mandarin simplifié : 国电) est une entreprise chinoise de production d'électricité.

## Histoire
Elle est issue en 2002 de la scission de la compagnie nationale électrique, avec 4 autres entreprises China Huadian, State Power Investment, China Huaneng Group et China Datang.
En août 2017, les autorités chinoises ont annoncé la fusion de China Guodian et de Shenhua Group. Cette fusion créée un groupe, qui prendra pour nom National Energy Investment Group, et qui totalisera 227,9 milliards d'euros d'actifs. Le nouvel ensemble est baptisé National Energy Investment Corp. (NEIC) ; ses capacités de production d'environ 225 GW en font le plus grand producteur d'électricité au monde, loin devant EDF (130 GW) ; elles se répartissent en 77 % de centrales au charbon, 14 % d'éolien, 8 % d'hydroélectricité et 1 % de solaire.